# Stéphane Chambon
Stéphane Chambon (Carpentras, 10 augustus 1965) is een Frans motorcoureur en rallyrijder. In 1999 werd hij kampioen in het wereldkampioenschap Supersport.

## Carrière
Chambon begon zijn motorsportcarrière in 1979 in de 50 cc. In 1981 en 1982 werd hij tweede in het Franse 80 cc-kampioenschap. In 1988 werd hij kampioen in de 250 cc-klasse van het Frans kampioenschap motorcross. Vervolgens stapte hij als een van de eerste coureurs over naar de nieuwe Supermotard-klasse. Hij wordt gezien als een van de grondleggers van deze tak van motorsport en hij werd tussen 1989 en 1994 vijf keer Frans kampioen op een Husqvarna. In die periode bleef hij tevens actief in het wegrace, zo won hij in 1993 de 125 cc-klasse van het Frans kampioenschap. Ook reed hij in de Bol d'Or, waarin hij in 1995 vanaf pole position vertrok.
In 1996 keerde Chambon definitief terug naar het wegrace en werd hij op een Ducati kampioen in zowel het Frans kampioenschap superbike als het Frans kampioenschap Supersport. Dat jaar debuteerde hij tevens in het wereldkampioenschap superbike, waarin hij in de eerste vier raceweekenden uitkwam op een Ducati. In deze periode was een veertiende plaats op Hockenheim zijn beste resultaat. Met 4 punten eindigde hij op plaats 43 in het klassement.
In 1997 debuteerde Chambon in de nieuwe wereldserie Supersport op een Ducati. Hij won zijn eerste race op Brands Hatch en behaalde tevens podiumplaatsen op Hockenheim en Sentul. Met 119 punten werd hij achter Paolo Casoli, Vittoriano Guareschi en Yves Briguet vierde in het kampioenschap.
In 1998 stapte Chambon binnen de klasse over naar een Suzuki. Hij won een race op Kyalami en stond ook op Albacete, Laguna Seca, Spielberg en Assen op het podium. Met 137 punten verbeterde hij zichzelf naar de derde plaats in de eindstand, achter Fabrizio Pirovano en Guareschi.
In 1999 werd de wereldserie Supersport vervangen door een officieel wereldkampioenschap, waar Chambon aan deelnam op een Suzuki. Hij won twee races op Laguna Seca en Brands Hatch en behaalde daarnaast podiumplaatsen op Kyalami, Donington en Hockenheim. Met 153 punten werd hij de eerste wereldkampioen in de klasse.
In 2000 won Chambon twee races op Donington en Oschersleben en behaalde hij podiumplaatsen op Phillip Island, Sugo, Hockenheim en Assen. In de race op Misano kwam hij echter ten val, en door de blessure die hij hierbij opliep, moest hij de daaropvolgende race in Valencia missen. Desondanks was hij voorafgaand aan de seizoensfinale op Brands Hatch de kampioenschapsleider. Deze race wist hij vanwege een technisch mankement echter niet te finishen, waardoor hij met 133 punten derde werd in de eindstand, achter Jörg Teuchert en Paolo Casoli.
In 2001 maakte Chambon de overstap naar het wereldkampioenschap superbike, waarin hij op een Suzuki reed. Hij kende een redelijk seizoen, met een zesde plaats op Monza als zijn beste race-uitslag. Met 122 punten werd hij twaalfde in het eindklassement.
In 2002 keerde Chambon terug naar het WK Supersport en kwam hierin opnieuw op een Suzuki uit. Hij won een race op Sugo en behaalde daarnaast zes podiumplaatsen op Valencia, Phillip Island, Kyalami, Lausitz, Oschersleben en Imola. Met 162 punten werd hij achter Fabien Foret en Katsuaki Fujiwara derde in het kampioenschap.
In 2003 miste Chambon de eerste race van het WK Supersport op Valencia. In de rest van het seizoen won hij een race op Brands Hatch en behaalde hij nog twee podiumplaatsen op Sugo en Oschersleben. Met 137 punten werd hij achter Chris Vermeulen tweede in de eindstand.
In 2004 kende Chambon een lastig seizoen, waarin hij niet verder kwam dan een vierde plaats in de race in Oschersleben. Met 64 punten werd hij achtste in de rangschikking. Hij was succesvoller in de 24 uur van Le Mans Moto, die hij samen met Keiichi Kitagawa en Warwick Nowland wist te winnen.
In 2005 stapte Chambon binnen het WK Supersport over naar een Honda. Hij kwam echter niet weer op het podium terecht en behaalde zijn beste resultaten met twee vierde plaatsen op Silverstone en Brands Hatch. Met 94 punten werd hij zevende in het eindklassement.
In 2006 reed Chambon in het WK Supersport opnieuw op een nieuwe motor toen hij de overstap maakte naar een Kawasaki. Hij miste echter de eerste twee races van het seizoen en ging ook in de race op Misano niet van start. Gedurende het jaar kwam hij niet verder dan een zevende plaats op Brands Hatch. Met 31 punten eindigde hij als vijftiende in het kampioenschap. Na dit seizoen stopte hij als motorcoureur.
In 2007 kwam Chambon uit in de rallysport, waarin hij sinds 2004 al af en toe in uitkwam. Hij reed dat jaar in een Subaru Impreza met Antoine Paque als copiloot in het Frans kampioenschap rally. In zijn eerste seizoen won hij twee rally's en werd hij tweede in het kampioenschap. Tot 2012 won hij zes rally's in dit kampioenschap, met onder meer drie zeges in de Rallye Terre de Vaucluse, gehouden nabij Courthézon. Hierna eindigde zijn carrière als coureur.